# Serguéi Kovaliov (boxeador)
Serguéi Aleksándrovich Kovalev (en ruso: Серге́й Александрович Ковалёв, a veces escrito por su transliteración al inglés como Sergey Kovalev; 2 de abril de 1983) es un boxeador profesional ruso nacido en Cheliábinsk y domiciliado en Florida. Ha sido campeón mundial de peso semipesado de la OMB, campeón mundial de la AMB, FIB, y Diamante del CMB en esa misma división, además de ser conocido por su fuerte pegada.  Su promotora es Main Events y su entrenador es John David Jackson. Kovalev ha tenido victorias notables ante los excampeones mundiales de peso semipesado; Gabriel Campillo, Nathan Cleverly, Bernard Hopkins y Jean Pascal.

## Carrera amateur
Serguéi se inició en el boxeo en 1994, a la edad de 11 años; haciendo su debut amateur en 1997 en el Campeonato Junior de Boxeo de Rusia, donde ganó la medalla de oro en la división mediana de los junior. Un año después compitió en la categoría de mayores, logrando llegar a la final, al siguiente año lograría ganar la final. Competiría en el Campeonato Europeo formando parte del equipo ruso.
En 2004, Kovalev sería por primera vez participaría en el Campeonato Ruso de Mayores, y en su primera temporada, llegaría a la final y obtendría la medalla de oro en el evento por equipos. El siguiente año sería el más exitoso de su carrera como amateur, ganando do títulos: el primero como campeón de Rusia y el segundo como campeón de las fuerzas armadas. En 2006 en el campeonato de las fuerzas armadas, obtendría la medalla de plata, y en 2007 la de bronce en el Campeonato Ruso, y finalmente la medalla de oro en los Juegos Mundiales Militares en India.
En 2008, Kovalev participa en la competencia nacional de su país, volviendo a llegar a la final; luego de ese evento decidiría volverse profesional; por lo que se vio obligado a dejar su país debido a la competencia extrema entre buenos boxeadores rusos como Matt Korobov o Artur Beterbiev. Finalizó su carrera amateur con un récord de 195-18.

## Principales logros amateur
- 2000 Medalla de plata en el Campeonato junior de Rusia, medalla de plata como superligero
- 2001 Medalla de plata en el Campeonato junior de Rusia, medalla de plata como mediano
- 2004 Medalla de plata en el Campeonato Ruso, medalla de plata como mediano, perdió ante Matt Korobov
- 2005 Medalla de oro en el Campeonato Ruso, medalla de oro como mediano
- 2005 Medalla de oro en el Campeonato Mundial Militar como semipesado (Pretoria, Sudáfrica)
- 2006 Medalla de plata en el Campeonato Mundial Militar como semipesado (Warendorf, Alemania)
- 2007 Medalla de oro en el Campeonato Mundial Militar como semipesado (Hyderabad, India)
- 2007 Medalla de bronce en el Campeonato Ruso como semipesado, perdió ante Artur Beterbiev
- 2008 Medalla de plata en el Campeonato Ruso como semipesado

## Carrera profesional
Inició su carrera con una victoria por nocaut técnico ante Daniel Chavez en el Coliseo de Greensboro, Carolina del Nort. Ganaría su primeras nueve peleas con KOs en el primer o segundo round. Su pelea más difícil de ese tiempo sería ante Darnell Boone en octubre de 2010, donde tuvo que pelea los ocho asaltos completos, pero finalmente ganaría por decisión dividida.
En julio de 2011, Kovalev gana su primer título (NABA) al derrotar al keniano Douglas Otieno. Su próximo combate sería controversial, al finalizar en el segundo round con un fuerte golpe de izquierda a la cabeza de su oponente; no obstante, los jueces dictaminaron que fue un golpe no intencional en la parte occipital; y al no poder continuar su rival Grover Young, la pelea fue declarada un empate técnico.

### La muerte de Roman Simakov
En 2011, en su pelea contra Roman Simakov, Kovaliov envió a la lona a su oponente en el sexto round, y en el séptimo el réferi detendría el combate dándole la victoria a Serguéi. Luego de la pelea, Simakov fue llevado al hospital, donde entró en coma y moriría tres días después. Se supo que Kovalev junto con su esposa Natalia fueron a la iglesia a rezar por Simakov mientras este aún estaba en coma. Serguéi compró pasajes aéreos para la familia de Simakov, de Kemerovo a Ekaterinburg (donde había sido la pelea). Luego de la tragedia, Kovalev se disculpó con la familia de Simakov, prometiéndoles la bolsa de su siguiente pelea.

### Carrera en ascenso
En 2012, Kovalev noquea en pelea de revancha a Darnell Boone en el segundo round, lo que lo llevó a firmar un contrato con la promotora Kathy Duva (Main Events).
El 19 de enero de 2013 Kovalev se enfrenta al excampeón mundial semipesado de la WBA Gabriel Campillo. Kovalev fue capaz de inhabilitar la elusividad de Campillo desde el inicio de la pelea, conectándolo continuamente con fuertes combinaciones desde el primer round. Campillo fue puesto en mal estado en el tercer round, luego de haber caído en la lona tres veces, gracias a la potente izquierda de Kovalev; su esquina detuvo la pelea.

### Campeón semipesado
El 17 de agosto de 2013, se enfrentó ante el galés Nathan Cleverly por el Título Mundial de la WBO en el peso semipesado. El ruso, que había derrotado a la mayoría de sus rivales entre los primeros tres asaltos; empezó el primer round lanzando potentes golpes a su rival, el cual fue lastimado en el tercer round en el cual cayo dos veces a la lona; para el cuarto round, volvió a enviar a la lona Cleverly, por lo que el réferi detuvo el combate y Kovalev se consagró como campeón.
El 30 de noviembre de 2013 fue la primera defensa de su título ante el excampeón de la NABF el ucraniano Ismayl Sillakh; finalizándolo con una izquierda en el segundo round, luego de haber caído dos veces a la lona.
El 29 de marzo de 2014, Kovalev se enfrenta al invicto Cedric Agnew. Inicialmente Agnew era capaz de evadir los golpes de Kovalev, logrando ser superior a este por momentos. No obstante, para el sétimo round, un golpe al hígado de Agnew, le daría la victoria a Kovalev por KO, luego de que el norteamericano no pudiera recuperarse.
Más tarde enfrentaría al invicto australiano Blake Caparello. Caparello inició bien el combate, apuntando incluso una caída a su favor luego de conectarle un sorpresivo golpe a Kovalev, el cual perdió el equilibrio. Sin embargo, el ruso en ningún momento fue lastimado, e incluso inició el segundo round dominando a su rival, logrando enviar a su rival dos veces a la lona, por lo que la réferi detuvo el combate y le dio la victoria.

### Kovalev vs. Hopkins
Kovalev derrotaría a Bernard Hopkins por decisión unánime el 8 de noviembre  de 2014, en un combate por la unificación de los títulos Super WBA, IBF y WBO, en la ciudad de Atlantic City; logrando enviar a la lona a Hopkins en el primer round, y siendo superior a este en todos los asaltos. Las tarjetas finales fueron 120-107, 120-107 y 120-106.

### Kovalev vs. Pascal
El 14 de marzo de 2015 en la ciudad canadiense de Quebec, Serguéi se enfrentaría al local Jean Pascal en defensa de sus títulos. Durante los primeros asaltos, el ruso lograría dominar la pelea, incluso enviaría en malas condiciones a su oponente al descanso del cuarto round. Los asaltos siguientes serían dominados por Pascal, el cual esquivaba los golpes de Kovalev y contraatacaba con rapidez con derechazos a la cabeza de su oponente, no obstante durante el séptimo round, la potencia del ruso pondría en malas condiciones al canadiense, el cual estuvo a punto de caer a la lona durante el asalto siguiente, más un resbalón del ruso interrumpió su ataque al hacerlo caer a la lona, luego del reinicio de las actividades, un impetuoso ataque de Serguéi, haría que el réferi detenga el combate, dándole la victoria por KO al ruso; no obstante el público consideró que la detención del combate sería muy pronta, abucheando al réferi.

### Kovalev vs. Mohammedi
El 26 de julio se enfrentó contra el retador mandatorio en el Mandalay Bay de la Vegas, el francés Nadjib Mohammedi. Durante el primer round, ni el ruso ni el francés lanzaron golpes importantes, a partir del segundo round, Kovalev empezaría a mostrar su superioridad boxística, logrando enviar a la lona a su oponente; en el cuarto round dos golpes a su rival, volverían a enviarlo a la lona, el cual luego de expresar un fuerte malestar en el ojo izquierdo generó que el referí detuviese el combate y le diera la victoria a Serguéi por KO.

### Contra Pascal 2
En Montreal, Canadá; el ruso volvería a enfrentar a Pascal; en dicha pelea del 30 de enero de 2016, Kovalev sería claramente superior a su rival; siendo en el sétimo round donde la esquina de Pascal, comandada por Freddie Roach, decidieron detener el combate; así Serguéi retiene sus títulos y vuelve a ganar por KO.

### Contra Chilemba
El 11 de julio enfrenta al africano Isaac Chilemba en su país natal, Rusia. Durante el combate, Chilemba demostraría una gran resistencia ante los golpes de Serguéi; solo pudo ser enviado a la lona una sola vez durante la pelea, en el round 7. Al finalizar, Kovalev ganaría por decisión unánime, obteniendo su cuarta victoria en tarjetas.

### Contra Ward
El 19 de noviembre, en Las Vegas, enfrentaría al invicto y también libra por libra, Andre Ward; por la defensa de sus títulos mundiales de campeón semipesado. La pelea se caracterizaría por una Kovalev renuente a lanzar muchos golpes durante todo el combate, logrando enviar a la lona por primera vez a su oponente Ward durante el segundo round; no obstante, Le darían la pelea a Ward en una decisión polémica que terminaría en un fallo unánime de 114-113 en las tres tarjetas de los jueces; así de esta manera, el ruso perdería su invicto y todos los cinturones de campeón semipesado.

### Contra Ward 2
El 17 de junio de 2017 en Las Vegas, volvería a enfrentarse a su verdugo Andre Ward, en una pelea de revancha. En un disputado combate (en donde hubo golpes ilegales por parte de ambos púgiles, no advertidos del todo por el árbitro), el norteamericano logró alzarse con la victoria, mediante un controvertido KO técnico.

### Contra Shabranskyy
En su segundo combate de 2017 Kovalev enfrentaría al noqueador ucraniano Vyacheslav Shabranskyy en Nueva York. En aquella pelea, Kovalev volvería a mostrar su buen estilo de boxeo combinado con su potente pegada, logrando enviar a la lona a su oponente tres veces durante los dos primeros asaltos, lo que haría que el réferi detuviese el combate para así otorgarle la victoria al ruso por KO.

### Kovalev vs. "Canelo" Álvarez
Al final del sexto asalto, lideraba las tarjetas de puntuación 59-55, 59-55 y 58-56. Álvarez esperó su tiempo esperando el punto medio del concurso antes de abrirse. Explicó que parte del plan de juego era esperar a que Kovalev se cansara. Álvarez primero derribó a Kovalev con una mano derecha limpia en la cabeza. Kovalev se levantó, pero parecía inestable. En lugar de tratar de terminar la ronda, se mantuvo abierto permitiendo a Álvarez obtener golpes y un uppercut perfectamente cronometrado. Kovalev se cayó de nuevo con una combinación de golpes. Después de volver a batir el conteo, Álvarez cargó con otra combinación izquierda-derecha y derribó a Kovalev. El árbitro David Fields detuvo la pelea.

## Récord profesional
| 35 Ganadas (29 KOs), 4 Derrota, 1 Empate |        |                        |      |               |            |                                                                     | |
| Res.                                     | Récord | Oponente               | Tipo | Rd., Tiempo   | Datos      | Localidad                                                           | Notas |
| G                                        | 35-4-1 | Tervel Pulev           | UD   | 10            | 2022-05-14 | Kia Forum, Inglewood                                                | Debut en peso crucero |
| D                                        | 34-4-1 | Saúl Álvarez           | KO   | 11 (12), 2:15 | 2019-11-02 | MGM Grand Garden Arena, Las Vegas                                   | Pierde el título mundial de la WBO del peso semipesado                                                                       |
| G                                        | 34-3-1 | Anthony Yarde          | TKO  | 11 (12), 2:04 | 2019-08-24 | Traktor Sport Palace, Cheliábinsk                                   | Retiene el título mundial de la WBO del peso semipesado                                                                      |
| G                                        | 33-3-1 | Eleider Álvarez        | UD   | 12            | 2019-02-02 | The Ford Center at The Star, Frisco, Texas                          | Gana el título mundial de la WBO del peso semipesado                                                                         |
| D                                        | 32-3-1 | Eleider Álvarez        | TKO  | 7 (12), 2:45  | 2018-08-04 | Hard Rock Hotel & Casino, Atlantic City                             | Pierde el título mundial de la WBO del peso semipesado                                                                       |
| G                                        | 32-2-1 | Igor Mikhalkin         | TKO  | 7 (12), 2:25  | 2018-03-03 | The Theater at Madison Square Garden, Nueva York                    | Retiene los títulos WBO y IBA del peso semipesado                                                                            |
| G                                        | 31-2-1 | Vyacheslav Shabranskyy | TKO  | 2 (12), 2:36  | 2017-11-25 | The Theater at Madison Square Garden, Nueva York                    | Gana el Título Mundial vacante de la WBO en el peso semipesado.                                                              |
| D                                        | 30-2-1 | Andre Ward             | TKO  | 8 (12), 2:29  | 2017-06-17 | Mandalay Bay Hotel & Casino, Las Vegas, Nevada                      | Por los Títulos Mundiales WBO, IBF, Super WBA y vacante de The Ring en el peso semipesado.                                   |
| D                                        | 30-1-1 | Andre Ward             | UD   | 12            | 2016-11-19 | T-Mobile Arena, Las Vegas, Nevada                                   | Pierde los Títulos Mundiales WBO, IBF y Super WBA en el peso semipesado.                                                     |
| G                                        | 30-0-1 | Isaac Chilemba         | UD   | 12            | 2016-07-11 | DIVS, Ekaterimburgo                                                 | Retiene los Títulos Mundiales WBO, IBF y Super WBA en el peso semipesado.                                                    |
| G                                        | 29-0-1 | Jean Pascal            | RTD  | 7 (12), 3:00  | 2016-01-30 | Bell Centre, Montreal, Quebec                                       | Retiene los Títulos Mundiales WBO, IBF y Super WBA en el peso semipesado.                                                    |
| G                                        | 28-0-1 | Nadjib Mohammedi       | KO   | 3 (12), 2:38  | 2015-07-25 | Mandalay Bay, Las Vegas                                             | Retiene los Títulos Mundiales WBO, IBF y Super WBA en el peso semipesado.                                                    |
| G                                        | 27-0-1 | Jean Pascal            | TKO  | 8 (12), 1:03  | 2015-03-14 | Bell Centre, Montreal, Quebec                                       | Retiene los Títulos Mundiales WBO, IBF y Super WBA. Gana el Título vacante Diamantecampeón del WBC en el peso semipesado.    |
| G                                        | 26-0-1 | Bernard Hopkins        | UD   | 12            | 2014-11-08 | Boardwalk Hall, Atlantic City, Nueva Jersey                         | Retiene el Título Mundial de la WBO. Gana los Títulos Mundiales de la IBF y de Supercampeón de la WBA en el peso semipesado. |
| G                                        | 25-0-1 | Blake Caparello        | TKO  | 2 (12), 1:34  | 2014-08-02 | Revel Atlantic City, Atlantic City, Nueva Jersey                    | Retiene el Título Mundial de la WBO en el peso semipesado.                                                                   |
| G                                        | 24-0-1 | Cedric Agnew           | KO   | 7 (12), 0:58  | 2014-03-29 | Boardwalk Hall, Atlantic City, Nueva Jersey                         | Retiene el Título Mundial de la WBO en el peso semipesado.                                                                   |
| G                                        | 23-0-1 | Ismail Sillakh         | KO   | 2 (12), 2:12  | 2013-11-30 | Colisée Pepsi, Quebec City, Quebec                                  | Retiene el Título Mundial de la WBO en el peso semipesado.                                                                   |
| G                                        | 22-0-1 | Nathan Cleverly        | TKO  | 4 (12), 0:29  | 2013-08-17 | Motorpoint Arena Cardiff                                            | Gana el Título Mundial de la WBO en el peso semipesado.                                                                      |
| G                                        | 21-0-1 | Cornelius White        | TKO  | 3 (12), 1:45  | 2013-06-14 | Sands Casino Resort, Bethlehem, Pensilvania                         | |
| G                                        | 20-0-1 | Gabriel Campillo       | KO   | 3 (10), 1:30  | 2013-01-19 | Mohegan Sun Casino, Uncasville, Connecticut                         | |
| G                                        | 19-0-1 | Lionell Thompson       | TKO  | 3 (10), 0:14  | 2012-09-21 | Sands Casino Resort, Bethlehem, Pensilvania                         | |
| G                                        | 18-0-1 | Darnell Boone          | TKO  | 2 (8), 1:32   | 2012-06-01 | Sands Casino Resort, Bethlehem, Pensilvania                         | |
| G                                        | 17-0-1 | Roman Simakov          | TKO  | 7 (12), 0:47  | 2011-12-05 | DIVS, Ekaterinburg                                                  | Gana el título semipesado del Consejo Asiático de Boxeo.                                                                     |
| E                                        | 16-0-1 | Grover Young           | TD   | 2 (8)         | 2011-08-27 | Playboy Mansion, Beverly Hills, California                          | |
| G                                        | 16-0   | Douglas Otieno Okola   | KO   | 2 (10), 2:39  | 2011-07-29 | Cosmopolitan of Las Vegas, Las Vegas, Nevada                        | Gana el título vacante de la NABA del peso semipesado.                                                                       |
| G                                        | 15-0   | Terrance Woods         | KO   | 3 (8), 1:54   | 2011-05-06 | Fantasy Springs Resort Casino, Indio, California                    | |
| G                                        | 14-0   | Julius Fogle           | KO   | 2 (8), 1:16   | 2011-04-01 | UIC Pavilion, Chicago, Illinois                                     | |
| G                                        | 13-0   | William Johnson        | TKO  | 2 (6), 1:53   | 2011-03-12 | Hilton Towers Ballroom, Lafayette, Louisiana                        | |
| G                                        | 12-0   | Karen Avetisyan        | UD   | 6             | 2010-12-15 | Casino Vodoley, Ekaterinburg                                        | |
| G                                        | 11-0   | Dallas Vargas          | TKO  | 2 (8), 1:16   | 2010-11-19 | UIC Pavilion, Chicago, Illinois                                     | |
| G                                        | 10-0   | Darnell Boone          | SD   | 8             | 2010-10-09 | Metro Fitness, Atlanta, Georgia                                     | |
| G                                        | 9-0    | Kia Daniels            | KO   | 1 (6), 1:58   | 2010-09-11 | Playboy Mansion, Beverly Hills, California                          | |
| G                                        | 8-0    | Harley Kilfian         | TKO  | 2 (6), 1:24   | 2010-06-19 | Emerald Queen Casino, Tacoma, Washington                            | |
| G                                        | 7-0    | Nathan Bedwell         | TKO  | 1 (4), 2:15   | 2010-03-19 | Derby Park Expo, Louisville, Kentucky                               | |
| G                                        | 6-0    | Francois Ambang        | KO   | 2 (6), 2:23   | 2010-03-06 | Patriot Center, Fairfax, Virginia                                   | |
| G                                        | 5-0    | Micky Stackhouse       | TKO  | 2 (4), 1:07   | 2009-10-10 | Greensboro Coliseum Complex, Greensboro, Carolina del Norte         | |
| G                                        | 4-0    | Ayodeji Fadeyi         | RTD  | 1 (4), 3:00   | 2009-09-12 | Playboy Mansion, Beverly Hills, California                          | |
| G                                        | 3-0    | Michael Birthmark      | RTD  | 1 (4), 3:00   | 2009-08-29 | Emerald Queen Casino, Tacoma, Washington                            | |
| G                                        | 2-0    | Darryl Johnson         | TKO  | 1 (4), 2:06   | 2009-08-08 | Columbia Metropolitan Convention Center, Columbia, Carolina del Sur | |
| G                                        | 1-0    | Daniel Chavez          | TKO  | 1 (4), 0:55   | 2009-07-25 | Greensboro Coliseum Complex, Greensboro, Carolina del Norte         | Debut profesional. |